# Hartwig Hesse
Hartwig Hesse (* 13. Dezember 1778 in Hamburg; † 15. Februar 1849 ebenda) war ein deutscher Kaufmann und Stifter.

## Leben und Wirken
Hartwig Hesse war der Sohn von Isaac Hesse und Esther Delbanco. Sein aus Osterode stammender Vater war Kattunmakler und Geldwechsler und gründete das Bankhaus Hesse Newman. Beide Eltern waren der Ansicht, dass Wohlstand verpflichtet. Daher stiftete sein Vater 1804 7200 Mark Banco, deren Zinserträge Witwen der Deutsch-Israelitischen Gemeinde zukommen sollten. Seine Mutter spendete den gleichen Betrag nach dem Tode Issac Hesses.
Hartwig Hesse arbeitete zunächst gemeinsam mit seinem älteren Bruder Levin im Geschäft seines Vaters. Nachdem sein Vater am 13. April 1807 gestorben war, nahm ihn die hamburgische Maklerdeputation zwei Tage später in die Liste der hochdeutschen Judenmakler auf. Nach Rückgabe des Maklerstabs am 14. September 1814 nannte sich Hesse fortan Kaufmann. Da er 1820 nach Rom reisen konnte, um sich weiterzubilden, ist anzunehmen, dass er geschäftlich erfolgreich war. Hesse ließ sich am 6. August 1823 in Westensee taufen, wo er wohl einen Sommersitz hatte.
Hesse lebte erst in der Admiralitätstraße, anschließend am Jungfernstieg, bevor er das Haus Nr. 37 an der Esplanade kaufte. Am 14. Januar 1824 wurde der Kaufmann ein Hamburger Bürger. Dem Vorbild der Eltern folgend stiftete Hartwig Hesse Teile seines Vermögens. Er förderte Johann Hinrich Wichern und das Rauhe Haus und übernahm 1834 Reisekosten für Nikolaus Heinrich Julius Studienreisen nach Amerika. Hartwig Hesse kümmerte sich insbesondere um Witwen mit Kindern. Damit diese unentgeltlich und ohne Ansehen der Religion wohnen konnten, stiftete er 1824 das Kapital. Aus diesem entstand auf staatlichem Grundbesitz ein Witwenstift nahe dem Lübecker Tor in St. Georg, das 1833 um ein Gebäude an der Stiftstraße erweitert wurde. Diese Bauwerke wurden während des Zweiten Weltkriegs zerstört und 1953 an gleicher Stelle als Hartwig Hesse’s Witwen-Stift neu errichtet. Heute werden die Geschäfte von der Hartwig-Hesse-Stiftung geführt.
Der Kaufmann bedachte in seinem Testament mehrere städtische und kirchliche Wohltätigkeitseinrichtungen. Der Patriotischen Gesellschaft von 1765 vermachte er 27 zeitgenössische Gemälde, von denen sich heute 16 im Besitz der Hamburger Kunsthalle befinden.

## Ehrungen
In Hamburg erinnern mehrere Straßen- und Gebäudenamen an den 1849 verstorbenen Kaufmann und Stifter. Neben dem von 1966 bis 1972 errichteten Hartwig-Hesse-Haus in Rissen tragen das GAGFAH-Hesse-Haus in Steilshoop sowie das Hesse-Diederichsen-Heim in Barmbek-Nord den Namen des Kaufmanns.
1865 gab es eine Hartwig-Straße in St. Georg, die 1899 in Hartwig-Hesse-Straße umbenannt wurde. Während der Zeit des Nationalsozialismus erhielt sie den heutigen Namen Wismarer Straße. 1948 wurde eine Straße in Eimsbüttel nach Hartwig Hesse benannt.